# John Powell Noyes
Pour les articles homonymes, voir Powell, John Powell et Noyes.
John Powell Noyes (15 septembre 1842, canton de Potton, Canada-Est, Province du Canada - 14 mai 1923, Cowansville, Québec, Canada) est un avocat, journaliste et historien anglo-québécois. Il a été bâtonnier général du Québec.

## Origine et formation
John Powell Noyes est le fils de Sarah Powell et Herman B. Noyes, natif de Turnbridge au Vermont, dont l'ancêtre avait quitté l'Angleterre pour venir s'établir au Massachusetts en 1634. Il reçoit d'abord son éducation à Fort Covington, État de New York, avant de poursuivre celle-ci au Collège Sainte-Marie de Montréal. Il entreprend par la suite des études en droit en 1862, notamment sous la tutelle de Lucius Seth Huntington et de Maurice Laframboise, ancien juge à la Cour supérieure du Québec, et est officiellement admis au Barreau du Québec le 15 octobre 1866,. 

## Carrière professionnelle et politique
Il s'installe à  Waterloo, à l'ouest de la Montérégie, pour y pratiquer le droit et devient, toujours en 1866, associé au sein du cabinet d'avocats de Lucius Seth Huntington. Le 1er janvier 1867, et jusqu'en 1877, John Powell Noyes détient le poste de secrétaire-trésorier du village de Waterloo.
John Powell Noyes est fait conseiller de la reine en 1879. En 1886, lorsque le barreau de section de Bedford est créé, Powell Noyes en devient le premier bâtonnier et le restera pendant trois mandats consécutifs. En 1887, John Powell Noyes devient bâtonnier du Québec pour le bâtonnat de 1887-1888, succédant ainsi à Honoré Mercier au poste le plus prestigieux du droit québécois. Parallèlement, Powell Noyes est appointé à la Royal Commission on Railways, une commission du gouvernement du Canada présidé par Alexander Tilloch Galt qui avait pour but d'inspecter les irrégularités et problèmes relatifs au commerce par rail dans le Canada. Son travail au sein de cette commission concernait notamment le fait que plusieurs travailleurs n'étaient pas correctement payés.
En 1891, John Powell Noyes devient le premier maire de la nouvelle ville incorporée de Waterloo. La même année, il est nommé au palais de justice de Sweetsburg et devient également, coup sur coup, protonotaire de la Cour supérieure du district de Bedford, greffier de la Cour de circuit et greffier de la Couronne et de la Paix, ce qui le pousse à déménager à Cowansville,. Peu de temps après, Powell Noyes occupe la fonction de secrétaire-trésorier au compte de la compagnie de chemin de fer Stanstead, Shefford and Chambly Railroad, une filiale du Canadian National Railway.
Passionné de l'histoire locale, John Powell Noyes devient, le 15 août 1904, le deuxième président de la Société d’histoire du comté de Missisquoi. Nous lui connaissons deux ouvrages: The Canadian loyalists and early settlers in the district of Bedford, paru en 1900, et Sketches of some early Shefford pioneers, paru en 1905,.
Un banquet est tenu à Sweetsburg en octobre 1916 pour souligner le cinquantenaire de son admission au Barreau du Québec et le vingt-cinquième anniversaire de sa nomination à titre de protonotaire du district de Bedford.

## Franc-maçonnerie
John Powell Noyes est franc-maçon. En 1886, il devient grand premier principal au sein du Grand Chapitre de maçons de l'Arche royale du Québec, affiliée à la Grande Loge du Québec. Le 6 octobre 1894, en qualité de  Most Worshipful Brother (M.W. Bro.), il est présent à Montréal, rue Dorchester et appose la première pierre « avec les honneurs maçonniques » de ce qui devient un nouveau temple maçonnique à Montréal dans le but de « fournir une maison à la Grande Loge ».

## Vie privée et décès
Noyes épouse Lucy Ann Merry, institutrice provenant de Magog, le 15 novembre 1867, avec qui il eut deux fils et quatre filles.
Le 14 mai 1923 vers 11 heures, alors qu'il était au palais de justice de Sweetsburg plaidant une cause pour la Couronne, John Powell Noyes est victime d'un malaise soudain et décède subitement à sa maison vers 15 heures. Il est enterré au cimetière de Waterloo.

## Hommages et distinctions

### Titre honorifique
- Conseiller de la reine[2]

### Titre de civilité
- Monsieur le bâtonnier[3]

## Ouvrages
- John Powell Noyes, The Canadian loyalists and early settlers in the district of Bedford, 1900, 20 pages.
- John Powell Noyes, Sketches of some early Shefford pioneers, 1905, Microform, 2 microfiches.

#### Droit
- Avocat, Juriste
- Droit au Québec, Droit civil
- Histoire du droit au Québec, XXe siècle en droit au Québec
- Système judiciaire du Québec, Loi du Québec
- Barreau du Québec, Bâtonnier du Québec
- Barreau de Bedford, Districts judiciaires du Québec
- Code civil du Bas-Canada, Code criminel du Canada